# III. Mihály bolgár cár
III. Mihály (1275/1280 – 1330. július 28.) bolgár cár 1323-tól haláláig.
Egy velencei forrás szerint már 1313, mint "Bulgária despotája és Vidin ura" uralkodott. Teodor Szvetoszláv özvegyét vette feleségül. II. György halála után a bizánci fenyegetés árnyékában lévő trnovoi boljárok választották cárrá. Feudális anarchiába süllyedt, állandó külső támadásoktól fenyegetett országban került a trónra. Egész uralkodása szüntelen háborúkkal telt el. Legelőször a bizánciak ellen harcolt: megpróbálta kihasználni II. Andronikosz bizánci császár és unokája, az ifjabb Andronikosz között abban az időben dúló bizánci belvillongásokat. De a Bizánc elleni háborúk nem jártak a bolgárok számára semmiféle előnnyel. 1328 folyamán a két fél békét kötött. Viszont az időközben felemelkedő Szerbia fenyegető közelsége arra késztette a bizánciakat és a bolgárokat, hogy szövetségre lépjenek. A kirobbant háborúban azonban a bolgárok vereséget szenvedtek: a Velbâzsd (ma Kjusztendil) melletti csatában maga a cár is elesett. A bizánciak ezt kihasználva bolgár területeket kaparintottak meg.

## Gyermekei
Mihály cár háromszor nősült:
- első feleségének neve nem ismert[7]
- második felesége Szerbiai Anna volt,[7] II. István Uroš szerb király leánya, akivel 1300 körül esküdött meg.[7] Ebből a házasságból született három gyermeke:[8]
  - Iván István bolgár cár[7]
  - Sisman[7]
  - Mihály[7]
- harmadszorra Theodora Palaiologinát vette el 1324 augusztusa után,[7] IX. Mihály bizánci császár leányát, aki egyébként a korábbi cár, Teodor Szvetioszláv özvegye volt

## Lásd még
- Bolgár cárok családfája

| Előző uralkodó: II. György | Bulgária cárja 1323 – 1330 | Következő uralkodó: Iván István |